# Seeiso Griffith
Simon Seeiso Griffith (* 1905; † Dezember 1940) war von 1939 bis 1940 Oberhaupt (Sesotho morena e moholo, englisch Paramount Chief) des Volkes der Basotho in Basutoland, heute Lesotho.

## Leben
Seeiso Griffith war der einzige Sohn der Drittfrau seines Vaters Griffith Lerotholi. Die beiden ersten „Häuser“ waren ohne Söhne geblieben. Die Viertfrau hatte jedoch den Sohn Bereng Griffith (1902–1948), der vor Seeiso geboren worden war. Seeisos Mutter hatte ihren Mann um 1900 verlassen und war erst 1903 zurückgekehrt, so dass sie bei ihren Mann in Ungnade gefallen war. Er bevorzugte als Erbfolger Bereng. Um Seeiso aus dem Weg zu räumen, schickte er ihn 1924 in den abgelegenen Mokhotlong-Distrikt, wo er als Polizeioffizier Steuern eintreiben musste. 1926 erklärte Griffith Lerotholi gegenüber den britischen Kolonialbehörden seinen Sohn Bereng zum legitimen Nachfolger. Die Sons of Moshoeshoe, das höchste Gremium der barena, wählten Bereng mit 23 zu 10 Stimmen ebenfalls zum möglichen Nachfolger.
Seeisos Hauptfrau ’Mantšebo (1902–1964) verließ ihren Mann und zog zurück in die westlichen Gebiete Basutolands, da er sie mehrfach verprügelt hatte. Mitte der 1930er Jahre gründete er das Dorf Thabang (deutsch: „Glück“) und nannte sein altes Dorf Salang (deutsch etwa: „Lebewohl!“). 1938 wurde sein Sohn Constantine Bereng Seeiso in Thabang geboren. Nachdem Griffith Lerotholi im Juli 1939 gestorben war, wählten die Sons of Moshoeshoe – anders als zuvor beschlossen – Seeiso zum Nachfolger als morena e moholo. Er wurde vor über 40.000 Zuschauern im Juli 1939 gekrönt. In seiner Amtszeit rief Seeiso seine Landsleute zur Teilnahme am Zweiten Weltkrieg auf und warb für Verwaltungsreformen, die von der Kolonialverwaltung vorgeschlagen worden waren. Im Dezember 1940 starb er. Nachfolger wurde ’Mantšebo als Regentin, da weder Leshoboro Seeiso, Sohn der Drittfrau, noch der jüngere Bereng Seeiso, Sohn der Zweitfrau, volljährig war. Bereng Griffith wollte ebenfalls morena e moholo werden, die Sons of Moshoeshoe stimmten aber gegen ihn. Bereng Seeiso wurde schließlich 1960 morena e moholo und später als Moshoeshoe II. König von Lesotho.